# Соболев, Пётр Александрович
Петр Александрович Соболев (1917—1972) — известный спортивный журналист и писатель, вице-президент Международной ассоциации спортивной прессы (АИПС) (1960—1972), первый генеральный секретарь НОК СССР (1951), Председатель Федерации спортивных журналистов СССР, участник ВОВ. Отличник физической культуры (1954).

## Биография
Родился 9 июня 1917 года в с. Заболотье Холмогорского уезда Архангельской губернии.
В 1936 году окончил с отличием общеобразовательную школу № 6 г. Архангельска, а в 1941 году окончил Московский институт истории, философии и литературы (МИФЛИ).
7 августа 1941 года был призван в Красную Армию.
В время ВОВ был переводчиком, с августа 1943 года проходил службу при штабе 1-го Белорусского фронта, участвовал в штурме Берлина. В 1945 году имел воинское звание старшего лейтенанта. В должности атташе-переводчика советской делегации присутствовал при подписании Акта о безоговорочной капитуляции фашистской Германии.
Петр Соболев был рабкором архангельской газеты «Правда Севера». После войны работал спортивным журналистом, а в 1951 году он, будучи Председателем Федерации спортивных журналистов СССР, был избран первым генеральным секретарем НОК СССР. Именно он отправил историческую телеграмму в МОК с предложением присоединиться к этой организации, после того как 23 апреля 1951 года в Москве состоялось учредительное собрание, на котором был основан Олимпийский комитет СССР:

«Сообщаем, что в СССР образован Олимпийский комитет. Олимпийский комитет СССР согласен с Уставом МОК и заявляет о своем присоединении к Международному олимпийскому комитету. Знаем, что 3-6 мая пройдет сессия МОК, и хотим направить наших представителей. Очень просим сообщить по телеграфу повестку дня сессии МОК. Просим утвердить наше присоединение к МОК на майской сессии. Назначьте председателя Олимпийского комитета СССР Константина Андрианова членом МОК. Адрес Олимпийского комитета СССР: Москва, Скатертный, 4. От имени Олимпийского комитета СССР ответственный секретарь Соболев».— Историческая справка на официальном сайте Олимпийского комитета России
В ответ на эту телеграмму президент МОК Зигфрид Эдстрем направил приглашение для Председателя НОК СССР Андрианова и Соболева на церемонию открытия сессии МОК, запланированную на 6 мая в Большом зале Венской филармонии, где и состоялось историческое событие вхождения Олимпийского движения СССР в Международный Олимпийский Комитет.
В 1960 году на 24-м Конгрессе АИПС П. А. Соболев был избран вице-президентом Международной ассоциации спортивной прессы, а ещё спустя четыре года в г. Мюнхен стал первым вице-президентом и оставался в этой должности до 1972 года, вплоть до своей смерти.
П. А. Соболев был главным редактором журнала «Физкультура и спорт», позднее — ответственным секретарем молодежного журнала «Спутник». Его перу принадлежит первая, изданная в СССР (1955 год) книга об олимпийском движении («Олимпийские игры» П. Соболева и Н. Калинина).

## Награды и премии
- Орден Красной Звезды (12.09.1944)
- Орден Отечественной войны 1-й степени (03.06.1945)
- Медаль «За взятие Берлина» (09.06.1945)[8]
- Медаль «За победу над Германией в Великой Отечественной войне 1941—1945 гг.» (09.05.1945)
- Медаль «За освобождение Варшавы» (09.06.1945)[9]